# Sirohi (huyện)
Huyện Sirohi là một huyện thuộc bang Rajasthan, Ấn Độ. Thủ phủ huyện Sirohi đóng ở Sirohi. Huyện Sirohi có diện tích 5136 ki lô mét vuông. Đến thời điểm năm 2001, huyện Sirohi có dân số 850756 người.